# Комсомольський (Вельський район)
Комсомольський (рос. Комсомольский) — селище в Вельському районі Архангельської області Російської Федерації.
Населення становить 949 осіб. Входить до складу муніципального утворення Верхнешоношське муніципальне утворення.

## Історія
Від 1937 року належить до Архангельської області.
Від 2004 року належить до муніципального утворення Верхнешоношське муніципальне утворення.

## Населення
| 2002 | 2010 | 2012  | 2014 |
| ---- | ---- | ----- | ---- |
| 1140 | ↘660 | ↗1010 | ↘949 |